# Prêt entre particuliers
Ne doit pas être confondu avec crédit social.
 (décembre 2009).
Si vous disposez d'ouvrages ou d'articles de référence ou si vous connaissez des sites web de qualité traitant du thème abordé ici, merci de compléter l'article en donnant les références utiles à sa vérifiabilité et en les liant à la section « Notes et références ».
Le prêt entre particuliers, également crédit communautaire (en anglais peer-to-peer lending, P2P lending ou parfois aussi social lending) est une activité financière qui consiste en des prêts d'argent entre particuliers, sous la forme de remise de fonds avec engagement de remboursement.
Ce système proche de celui du microcrédit développé par Muhammad Yunus, prix Nobel de la paix, a pour but de permettre à toute personne désireuse de prêter ou d’emprunter de le faire directement entre particuliers, avec ou sans intermédiaires bancaires.
La simplicité de ce système permet à toute personne de rechercher un crédit sans passer par les établissements de crédit (les banques) ou par les organismes de crédit.

## Principes
Ce circuit de création et de distribution de crédits repose sur le prêt direct de particulier à particulier (peer-to-peer). L'objectif consiste à réduire le coût de distribution, élevé dans la banque, et à disposer d'une analyse différente du risque. L'emprunteur particulier sollicite ainsi un prêt qui sera financé par de multiples prêteurs (plusieurs micro-prêts) ; chaque prêteur pourra confier des capitaux à plusieurs emprunteurs, pour diviser son risque de contrepartie en répartissant les risques de défaut. Potentiellement un prêteur prête donc à plusieurs centaines d'individus différents.
Ce dispositif s'opère avec ou sans intermédiaire. En pratique, il est souvent nécessaire d'organiser la rencontre entre les demandes et les offres de capitaux. En revanche, ces intermédiaires ne dépendent pas des établissements de crédit.
Il existe principalement deux façons de réaliser ces prêts : 
- de un à un (ou de gré à gré) : une personne prête de l'argent à une autre personne. En France, si cette opération est réalisée à titre habituel par le prêteur, elle nécessite une immatriculation en tant qu'intermédiaire en financement participatif ; sinon, elle est interdite à titre habituel, car elle relève de l'activité bancaire ; or, une personne physique ne peut détenir de licence bancaire (agrément). La notion de « titre habituel » selon les termes du code monétaire et financier, caractérise la répétition ou le caractère professionnel des opérations. Une transaction de gré à gré peut se faire avec une reconnaissance de dette et c'est plus prudent ainsi.
- de plusieurs à un : il s'agit alors pour plusieurs personnes d'en financer une seule. C'est une extension de la première forme de prêt. L'organisation peut se matérialiser par un site internet, de type « place de marché », permettant à ces personnes de se rencontrer si elles ne se connaissent pas. En ce cas, un tel site exerce une fonction d'intermédiaire, généralement, d'intermédiaire en financement participatif, par exemple, pour la France.

Fonctionnement pour l'emprunteur :
- L'emprunteur précise le montant qu'il veut emprunter, renseigne ses informations de solvabilité (dettes, revenus, emploi actuel, informations sur l'emploi du crédit et informations personnelles éventuellement)
- L'intermédiaire, le cas échéant, réalise et diffuse une analyse de solvabilité et de risque
- Les prêteurs prêtent à l'emprunteur selon leurs critères
- Quand suffisamment de prêteurs ont proposé de financer l'emprunteur, celui-ci se voit accorder son prêt et l'argent lui est transféré. Il rembourse ensuite l'emprunt selon les principes généraux d'amortissement.

Fonctionnement pour le prêteur :
- Le prêteur indique le montant qu'il veut prêter et renseigne ses critères d'investissement (risque associé à un emprunteur, communauté d'emprunteurs, dimension sociale ou solidaire, par exemple)
- Ces prêts répondent aux demandes des emprunteurs. Chaque prêt qui sera proposé par un prêteur sera appelé quand l'emprunteur concerné aura recueilli l'intégralité de son prêt
- Une fois les fonds transférés, le prêteur reçoit les remboursements, mensuellement.

La crise financière débutée en 2008, mais aussi les limites des méthodes d'analyse des capacités de remboursement des clients (scoring) des banques, excluent du crédit une grande partie de la population. Bien que solvables, ces particuliers n'accèdent pas aux formes de crédits purement bancaires. D'autre part, l'expansion des réseaux sociaux a permis, à l'aide des applications sociales, de mettre en place ces types de plateformes de prêts, aux limites qu'impose la loi.
Pour les particuliers emprunteurs, ces circuits constituent des possibilités alternatives de prêts, hors du système bancaire principal, dominant. Les emprunteurs présentent des profils divers. Ils peuvent emprunter à titre professionnel, pour monter une entreprise par exemple, ou privé, pour financer des travaux ou consolider leur dette à un taux plus avantageux. Le recours aux sites de P2P lending peut permettre aux profils « atypiques » de formuler des demandes de crédit habituellement rejetées par les organismes puisque leur risque est moins aisément mesurable : jeunes salariés, entrepreneurs, par exemple.
Pour les particuliers prêteurs (ou investisseurs), l'intérêt réside dans le fait que ces prêts, plus risqués par nature, sont souvent mieux rémunérés. D'autres investissements à dimension éthique, solidaire ou sociale sont également soulignés.
Cette activité de prêts entre particuliers a démarré dans le monde au milieu des années 2000, vers 2006/2007. Le prêt entre particuliers est partie prenante de l’émergence de la banque 2.0. En effet, c’est un service bancaire dont le marketing et le concept reposent sur le développement de nouveaux modèles liés à l’internet communautaire et la désintermédiation des réseaux bancaires.

## Avantages
Le but de ce système est de réduire fortement les taux d’intérêts pratiqués, en limitant les coûts d’intermédiation bancaire et de refinancement.
Le deuxième objectif est d'assurer des gains pour les prêteurs largement supérieurs à ceux proposés par des placements bancaires classiques. Par ailleurs, ce système présente un risque assez faible dû à la séparation des crédits en “pool” de prêteurs. De ce fait, la perte due au non-remboursement d’un prêt est répartie sur l’ensemble des créanciers, ce qui permet de réduire fortement la perte finale.
Le troisième objectif est de mettre l'humain au cœur de la logique du crédit. Les banques proposent des taux efficients en termes de rentabilité. Ce système a pour objectif d'ouvrir la manne du crédit pour des populations qui ne peuvent pas y accéder aujourd'hui.
Le dernier objectif de ce système est d'apporter du financement aux entrepreneurs.

## Inconvénients
a) Pour les emprunteurs :
- Taux d’intérêt plus élevés pour les profils risqués : Si l'emprunteur présente un risque élevé (faible score de crédit ou demande de prêt pour une activité risquée), il pourrait se voir offrir des taux d'intérêt plus élevés que ceux proposés par les banques.
- Moins de régulation : Bien que les plateformes P2P soient réglementées dans certains pays, elles ne bénéficient pas toujours du même niveau de protection que les prêts bancaires traditionnels, ce qui peut rendre l'expérience plus risquée pour certains emprunteurs.
- Dépendance à la plateforme : Les emprunteurs dépendent d'une plateforme tierce pour gérer leur prêt, et en cas de problème technique ou financier de la plateforme, il peut y avoir des complications dans le remboursement.
b) Pour les investisseurs :
- Risque de défaut de paiement : L'un des principaux risques pour les investisseurs est celui du défaut de paiement. Si l'emprunteur ne rembourse pas le prêt, l'investisseur perdra son argent, ou une partie de celui-ci, selon les conditions.
- Manque de liquidité : Les prêts P2P sont souvent peu liquides, ce qui signifie que l'investisseur ne peut pas facilement récupérer son argent avant la fin de la période de remboursement.
- Régulation variable : Dans certaines juridictions, les plateformes P2P ne sont pas toujours soumises à une régulation stricte, ce qui peut entraîner des risques en termes de transparence, de sécurité des fonds, et de gestion des prêts.
4. Risques associés au P2P lending
- Risque de crédit : L'emprunteur peut ne pas être en mesure de rembourser le prêt, ce qui expose l'investisseur à une perte. Les plateformes P2P utilisent des systèmes de notation de crédit pour aider à évaluer les emprunteurs, mais il reste un risque.
- Risque de plateforme : Si la plateforme de prêt elle-même fait faillite ou rencontre des problèmes techniques, cela pourrait affecter le remboursement des prêts ou l'accès aux fonds.

## Différents cadres juridiques
Il existe également des plateformes de prêt entre particuliers au Royaume-Uni, en Allemagne, en France, aux États-Unis, en Australie et en Nouvelle-Zélande.

### Le prêt entre particuliers en France
Depuis 2014, le prêt entre particulier se développe en France, qui connaît un véritable essor dans de nombreux pays d’Europe ainsi qu’aux États-Unis et au Japon[réf. nécessaire]. En France ce système pose encore des difficultés juridiques[réf. nécessaire]. Depuis mai et novembre 2014, le financement participatif (ou, en anglais, crowdfunding) dote la France d'un cadre juridique, autorisant sous conditions, les prêts directs entre particuliers.
Fiscalement, les prêts entre particuliers présentent un régime précis.
En France, plusieurs sites proposent de l'intermédiation de prêts entre particuliers. Ces sites sont, généralement, immatriculés à l'ORIAS.
Certaines plateformes proposent la mise en relation de particulier à particulier sous forme de petites annonces sans intervenir et sans percevoir de commission sur un éventuel contrat de prêt qui pourrait être consenti entre les utilisateurs  de ces sites. Les internautes doivent seulement s’acquitter d'une inscription afin de poster leur demande de prêt.
D'autres proposent également des prêts entre particuliers, prêteurs, et entreprises, emprunteurs ou porteurs de projets ; il s'apparentent ainsi à une forme de microfinance. Les entrepreneurs peuvent se trouver dans des pays en voie de développement.

### Le prêt entre particuliers à travers le monde
Le prêt entre particuliers (P2P lending en anglais) s’est surtout développé dans le monde anglo-saxon mais il est présent désormais dans de nombreux pays : États-Unis, Royaume-Uni, Allemagne, Espagne, Japon, Italie, Europe de l’Est…

## Escroqueries aux crédits entre particuliers
Le développement de l'intermédiation bancaire comme du financement participatif élargit les possibilités d'accès au crédit.
Compte tenu du marché de masse en jeu, plusieurs types d'arnaques et d'escroqueries se sont mises en place.
Parmi elles, une variante de la fraude 4-1-9 : le prêteur, toujours basé dans un pays tiers et recrutant principalement sur les blogs et forums parlant d'argent, prétend pouvoir prêter de fortes sommes à des taux défiant toute concurrence. Profitant de la crédulité de sa victime, qui est parfois dans une situation désespérée, il demande une modeste somme en échange du virement. Une fois la somme envoyée, le prêteur disparaît sans laisser de trace (voir aussi la prisonnière espagnole).
Les réseaux sociaux forment des outils particulièrement aisés et utilisés par les « escrocs du crédit », compte tenu de leur capacité élevée de contacts de particuliers.
Les opérateurs de financements, de crédits ou de prêts, détiennent nécessairement soit un agrément, délivré par l'Autorité de Contrôle Prudentiel et de Résolution, soit une immatriculation, inscrite au registre des intermédiaires tenu par l'ORIAS. La vérification du numéro d'agrément ou celle du numéro d'immatriculation (www.orias.fr) permet de vérifier aisément que l'intermédiaire en crédits exerce dans un cadre légal. Au contraire, l'absence d'agrément ou d'immatriculation au registre tenu par l'ORIAS signale une proposition illégale et incite à ne pas entrer en relation.

## Monétisation des flux ou «Banque 2.0»
Avec le développement des prêts entre particuliers, beaucoup de plateformes apparaissent. Certaines ne proposent pas directement de crédits, mais des liens vers des sites de crédits.
Leur seule source de revenu est de faire cliquer les visiteurs sur les liens Google Adsense afin qu'ils rapportent de l'argent (les liens Google Adsense dans le domaine de la finance peuvent rapporter jusqu'à 0,80 € voire 1 € le clic, c'est-à-dire plus de 10 fois la valeur de la plupart des autres mots[réf. nécessaire]).